# Sari Rejo
Sari Rejo is een bestuurslaag in het regentschap Medan van de provincie Noord-Sumatra, Indonesië. Sari Rejo telt 25.654 inwoners (volkstelling 2010).